# Kenneth Shelley
Kenneth Gene Shelley (Downey, 4 ottobre 1951) è un ex pattinatore artistico su ghiaccio statunitense, specializzato nel pattinaggio artistico su ghiaccio a coppie.

## Palmarès
(Coppie con JoJo Starbuck)
| Evento                            | 1967  | 1968 | 1969 | 1970 | 1971 | 1972 |
| --------------------------------- | ----- | ---- | ---- | ---- | ---- | ---- |
| Giochi olimpici invernali         |       | 13°  |      |      |      | 4°   |
| Campionati mondiali               |       | 11°  | 6°   | 5°   | 3°   | 3°   |
| North American Championships      |       |      | 2°   |      | 1°   |      |
| Campionati nazionali statunitensi | 1° J. | 3°   | 2°   | 1°   | 1°   | 1°   |